# 莫萨克·冯赛卡律师行

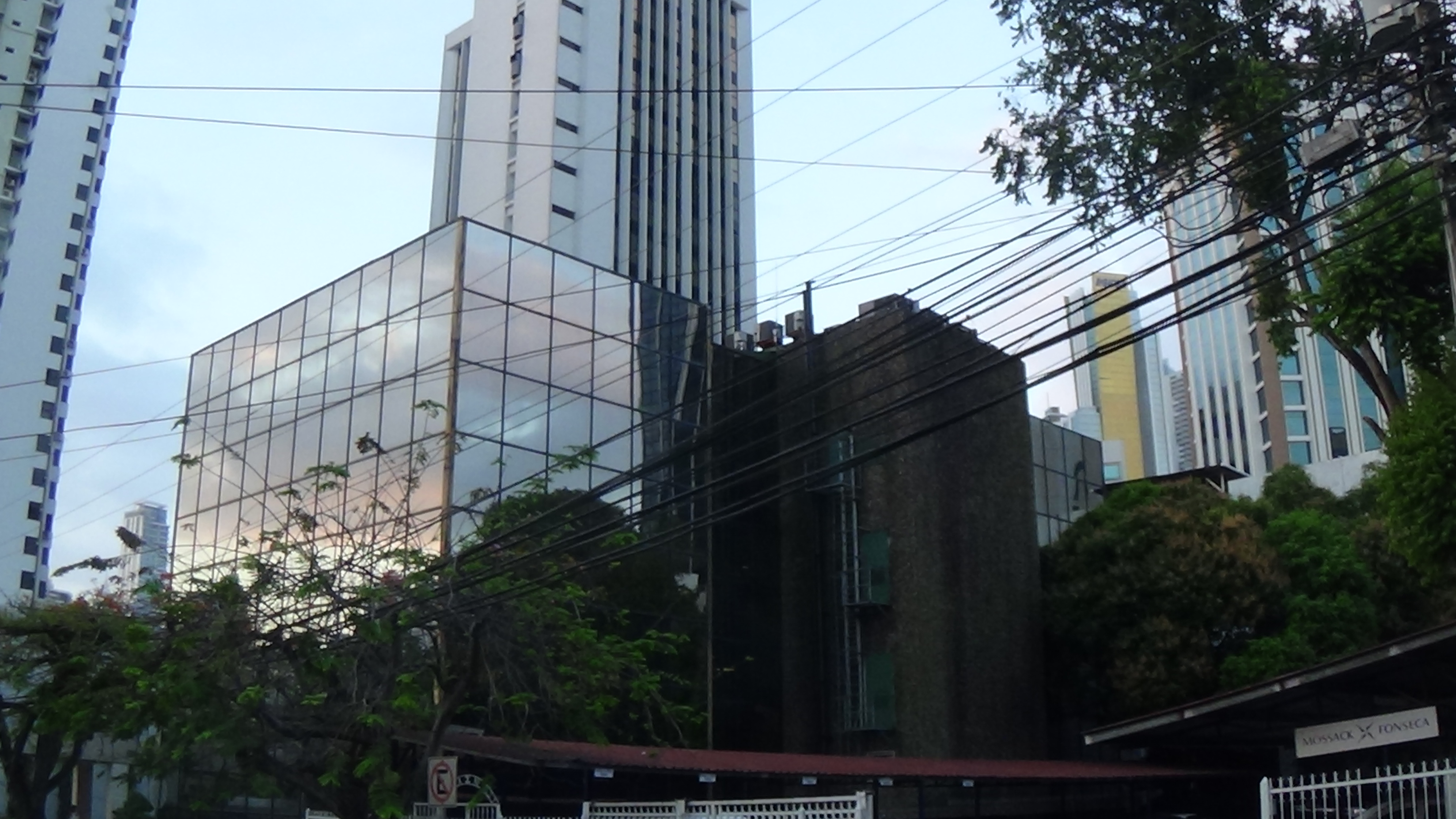
莫萨克·冯赛卡总部

莫萨克·冯赛卡律师行（英語：Mossack Fonseca & Co.）是一家巴拿马律师事务所和企业服务提供商，在全球拥有40多个办事处。2016年，事务所文档中的大量文件被新闻媒体曝光，巴拿马文件中泄漏了离岸避税港的信息，引起了全球媒体的广泛关注。

## 历史与业务领域
事务所由尤尔根·莫萨克于1977年创立，拉蒙·冯赛卡·莫拉于1986年加入。其专门从事商业法，信托服务，投资者咨询和国际结构工作。它还提供知识产权保护和海事法服务。
2013年，事务所被描述成共同代表在巴拿马注册的超过半数公司的七家公司之一。事务所在其各办事处中还拥有多个在巴拿马注册的公司。它是企业服务行业内最大的事务所之一。 但创始人声称，该事务所只占全球金融服务法律行业的5％左右。
事务所被《经济学人》报形容为“守口如瓶”。

## 办事处与国际业务
该事务所在中国设有九个办事处，拉丁美洲有多个，其他位于美国和欧洲，其中有两个在瑞士。事务所的律师被派往国外推广巴拿马和巴拿马的金融产品。

### 英属维尔京群岛
莫萨克于1987年开始在英属维尔京群岛运营。自成立以来，事务所在该岛拥有超过10万家公司。

### 纽埃
事务所与纽埃国进行磋商，后者试图成为离岸金融中心，并通过他们的巴拿马总部为全国专门管理该业务。不过，2001年美国银行开始禁止银行转账到纽埃，导致业务于2005年关闭。事务所的客户帐户从纽埃转移到美属萨摩亚。

## 争议
事务所涉嫌帮助外国公民逃避当地税法和国际制裁。事务所的创办人认为这只是帮助这些客户保护隐私，并且它现在符合“了解你的客户”的规定。

### 阿根廷洗钱
2014年，莫萨克·冯赛卡（MF）企业服务受到一个对冲基金的传唤，后者谋求收回阿根廷政府的资金。该基金称MF创造了空壳公司将来自政府的资金传递给基什内尔家族的盟友拉萨·罗贝兹。莫萨克·冯赛卡声称这不是MF企业服务的拥有者，但内华达州的法官裁定针对莫萨克·冯赛卡的传票是有效的。

### 德国商业银行
2015年2月，在德国政府对洗钱和德国商业银行的逃税计划的调查中，事务所牵涉其中。

### 巴西石油
2016年1月，事务所巴西办事处的员工被指控与当时的巴西石油公司腐败丑闻有关。在这种情况下，法官指控“莫萨克·冯赛卡为离岸团体的开办提供服务，至少四家代理商参与了洗钱计划”。事务所回应道巴西办事处是“特许经营”，不受巴拿马的主办公室控制。事务所创始人辞去巴拿马政府顾问一职以着眼于巴西的指控，并说事务所已经澄清。

### “巴拿马文件”泄露
2016年4月3日，德国《南德意志报》报道事务所1150万份机密文档已被泄露给记者。这些文档被称为“巴拿马文件”，披露了客户如何将数十亿美元藏于避税港。其包含的文档可追溯到20世纪70年代，2.6太字节的文件由匿名人士在2015年提供给《南德意志报》，随后移交给总部设在华盛顿的国际调查记者同盟（ICIJ）。 
事务所表示这一报导“曲解”了他们的工作和他们提供给客户的服务。他们已通知客户媒体获得的文件是侵入电子邮件服务器的黑客获取的。《福布斯》认为该事务所的信息安全较差，关键工具还在使用旧版本。